# Édouard Michelin (1963-2006)
Pour les articles homonymes, voir Édouard Michelin.
Pour les autres membres de la famille, voir Famille Michelin.
Édouard Michelin, né le 13 août 1963 à Clermont-Ferrand et mort le 26 mai 2006 au large de l’île de Sein, en mer Celtique, est un industriel français, cogérant du groupe Michelin.

## Biographie

### Scolarité et études
Après avoir fréquenté l'école privée Massillon de Clermont-Ferrand, il poursuit ses études au lycée privé Sainte-Geneviève de Versailles. Diplômé de l'École centrale Paris en 1987, il accomplit son service national à bord d'un sous-marin nucléaire, L'Inflexible.

### Vie professionnelle
En 1985, il rejoint le groupe Michelin, alors dirigé par son père, François Michelin. D'abord chef de fabrication de l'usine du Puy-en-Velay, il est ensuite nommé chef d'équipe à Montceau-les-Mines (Saône-et-Loire). En 1989, il prend la direction de la filiale américaine Michelin North America. Sous la houlette de Carlos Ghosn, futur PDG du groupe Renault-Nissan, il est chargé de la direction industrielle de l'ensemble des usines nord-américaines, ainsi que de la responsabilité du commerce et de la distribution des pneumatiques pour poids lourds.
Nommé cogérant en 1991, il rejoint François Michelin et René Zingraff au siège de Clermont-Ferrand à la mi-année 1993. En 1999, il succède à son père à la tête de la manufacture fondée par ses aïeux 110 ans plus tôt. « Édouard, à toi le soin », lui lance le vieil homme, ému, lors de la cérémonie, adoubant officiellement par ce terme de marine l'élu choisi parmi ses six enfants.[réf. nécessaire]« Merci, Capitaine » répond en écho Édouard à ce père autoritaire, mais fier, à qui il voue une admiration sans bornes.
Peu rompu à la communication, Édouard Michelin provoque une polémique en annonçant le 8 septembre 1999 des bénéfices en hausse de 20 % et la suppression de 7 500 postes en Europe. L’expression de licenciement boursier est largement employée et resservira pour d’autres entreprises. Cet épisode malheureux va cependant renforcer la détermination d'Édouard Michelin. Pour la première fois dans l’histoire de Michelin, il ouvre des négociations sociales, négocie la mise en place des 35 heures, met en place un plan d'actionnariat salarié et relance le comité d’entreprise européen. Parallèlement, il réorganise l’entreprise par marchés et ouvre des usines en Chine, aux États-Unis, en Russie, en Amérique latine et en Inde. On lui doit également le retour de la firme en Formule 1. Après le réel scepticisme qui accompagna ses débuts, Édouard Michelin aura réussi à moderniser et dynamiser son entreprise.

### Famille
Il se marie en 1992 avec Cécile Gravier en la cathédrale de Chartres, son frère aîné le père Étienne Michelin célébrant la cérémonie. Il est le père de six enfants.

### Mort
Il meurt noyé le 26 mai 2006 dans le naufrage d'un bateau de pêche, nommé Liberté, au large de l’île de Sein, à l'âge de 42 ans. Le bateau est retrouvé le surlendemain gisant par 70 mètres de fond, sans dégât apparent, à quelque 8 milles marins sur l'ouest de l’île de Sein, soit environ 15 kilomètres. Il est inhumé dans le caveau familial, au cimetière d'Orcines (Puy-de-Dôme).